# Otesánek
Otesánek è un film del 2000, diretto da Jan Švankmajer. Il film, che comprende scene realizzate con la tecnica dello stop-motion, è stato presentato in anteprima al Festival di Venezia nel 2000.

## Trama
Bozena e Karel sono sposati, ma entrambi scoprono di essere sterili e perciò di non poter avere figli; la moglie è disperata e non riesce a rassegnarsi così il marito, durante un soggiorno in campagna, le realizza un neonato di legno. Questa sua idea si rivela però fuori luogo, in quanto Bozena si affeziona talmente tanto al regalo da iniziare a crederlo davvero suo figlio, dandogli il nome di Otik. Karel è costretto ad assecondare la follia della moglie ed insieme fanno credere a conoscenti e vicini di casa di aspettare un bambino. Dopo nove mesi di finzione, con tanto di pancione finto, accade l'incredibile: Otik prende vita, per la gioia di Bozena e per lo stupore di Karel. Ma il neonato non è umano e comincia, nel giro di qualche mese, a crescere sempre di più. I due coniugi sono riusciti a tenere nascosto Otik a tutti quanti, ma la piccola Alzbetka, figlia dei loro vicini nel condominio, scopre la verità. Cercando su un libro di fiabe, la bambina si imbatte in una vecchia fiaba ceca, l'Otesánek, narrante appunto d'una creatura di legno magica che crescendo diventa insaziabile, arrivando a nutrirsi di tutto e di tutti. La fiaba sembra riflettere la realtà: Otik diventa incontrollabile e i genitori sono costretti a nutrirlo perfino con grandi quantità di carne. Ma la creatura diventa sempre più affamata e alcune persone del condominio cominciano a sparire. Le visite della polizia si fanno più frequenti fino a quando, un giorno, Otik distrugge l'orto della vicina. I titoli di coda lasciano intendere che, come già nella fiaba, spetti a lei uccidere il mostro conficcandogli la zappa nel ventre.

## Critica
- Rotten Tomatoes assegna al film un punteggio di 7/10.[1]